# The Solus Project
The Solus Project je first-person survivalová adventura vytvořená studii Teotl Studios a Grip Games. Hra vyšla v červnu 2016.

## Příběh
The Solus Project je zasazen do roku 2151, kdy Země byla zničena a zbytky lidstva hledají nový domov. Hráč se ujímá kosmonauta vyslaného,v rámci projektu Solus, k planetě Gliese-6143-C. Expedice však na planetě ztroskotá a hlavní hrdina se ocitá osamělý na povrchu planety a musí bojovat o přežití. Na planetě však nalézá pozůstatky civilizace, která po sobě však zanechala jen ruiny. 

## Hratelnost
Hráč se ujímá kosmonauta, který ztroskotal na planetě. Cílem je přežít v nehostinných podmínkách a prozkoumat povrch planety, i jeskyně, které spojují jednotlivé ostrovy na nichž se hra odehrává. Hráč prozkoumává herní svět, zjišťuje, co se stalo civilizaci, která zde žila a musí hledat zásoby, jako například jídlo či pití. Oproti jiným survival hrám nabízí The Solus Project mnohem lineárnější zážitek.